# Љу Сјаобо
Љу Сјаобо (кин: 刘晓波; пин: Liu Xiaobo; Чангчуен, 28. децембар 1955 − Шенјанг, 13. јул 2017) био је кинески писац и борац за људска права. Добитник је Нобелове награде за мир 2010. године.
Нобелов комитет је објавио 8. октобра 2010. његово име као добитника Нобелове награде за мир за 2010. годину уз образложење да му се награда даје „за дугу и ненасилну борбу за основна људска права у Кини“. Одлука о додели награде затекла га је у затвору. Број пријављених кандидата за награду био је рекордних 237. Награда је у вредности 10 милиона шведских круна (приближно 1,5 милиона америчких долара). Љу Сјаобо је био први лауреат након Карла фона Осиецког, коме је онемогућен долазак на доделу Нобелове награде због боравка у затвору.
Један је од интелектуалних вођа Протеста на Тјенанмену 1989.
Умро је у 61. години, 13. јула 2017. од рака јетре.